# Кюмийоки
Кюмийоки (на фински: Kymijoki) е река в Южна Финландия, вливаща се във Финския залив на Балтийско море. Дължина 207 km, площ на водосборния басейн 37 200 km².

## Географска характеристика
Река Кюмийоки изтича от езерото Конивеси, разположено на 77 m н.в., при град Хутотейрю, в южната част на Финландия, източно от голямото езеро Пяйяне. По цялото си протежение тече основно в южна посока, като преминава през множество проточни езера (Араярви – на 74,1 m н.в., Лейнинселкя – на 65,3 m, Пеленгинселкя – на 65,2 m, Пюхяярви – на 65,2 m, Мухъярви – на 20 m и др.) и течението ѝ е съпроводено с множество бързеи и прагове, когато се спуска от възвишението Салпауселкя към Финския залив. На 10 km северозападно от град Котка се разделя на два ръкава, като левият (източен) се влива в залива при град Котка, а десният (западен) – в залива Аборфорсвикен на Финския залив на Балтийско море, на 26 km западно от град Котка.
Макар че дължината на Кюмийоки е сравнително малка, нейният водосборен басейн обхваща голяма площ – 37 200 km² и в него попадат над 600 големи и малки езера в южната част на Финландия, в т.ч. езерата Пяйяне и Пулавеси.
Ийоки има смесено снежно-дъждовно подхранване с ясно изразено пролетно-лятно пълноводие с максимум през юни и зимно маловодие. Среден годишен отток в долното течение 295 m³/s. Замръзва в началото на декември, а се размразява в края на април или началото на май.

## Стопанско значение, селища
Водите на реката се използват за производство на електроенергия (няколко ВЕЦ-а) и промишлено водоснабдяване (няколко големи дървообработващи предприятия). По течението ѝ са разположени градовете Кусанкоскки, Коувола, Котка и др.